# Myllyjärvi (sjö i Orivesi, Birkaland)
Myllyjärvi är en sjö i kommunen Orivesi i landskapet Birkaland i Finland. Sjön ligger 89,3 meter över havet. Arean är 53 hektar och strandlinjen är 6,57 kilometer lång. Sjön  ingår i Kumo älvs huvudavrinningsområde.   Den ligger omkring 36 km nordöst om Tammerfors och omkring 170 km norr om Helsingfors. 
I sjön finns ön Myllysaari. 